# Cacaos
Cacaos es un barrio ubicado en el municipio de Orocovis en el estado libre asociado de Puerto Rico. En el Censo de 2010 tenía una población de 878 habitantes y una densidad poblacional de 77,86 personas por km².

## Geografía
Cacaos se encuentra ubicado en las coordenadas 18°13′35″N 66°29′48″O / 18.22639, -66.49667. Según la Oficina del Censo de los Estados Unidos, Cacaos tiene una superficie total de 11.28 km², que corresponden a tierra firme.

## Demografía
Según el censo de 2010, había 878 personas residiendo en Cacaos. La densidad de población era de 77,86 hab./km². De los 878 habitantes, Cacaos estaba compuesto por el 89.18% blancos, el 3.87% eran afroamericanos, el 0.46% eran amerindios, el 5.47% eran de otras razas y el 1.03% pertenecían a dos o más razas. Del total de la población el 99.43% eran hispanos o latinos de cualquier raza.